# جاسم التمیمی
جاسم التمیمی (انگلیسی: Jassim Al Tamimi؛ زادهٔ ۱۴ فوریهٔ ۱۹۷۱) یک بازیکن فوتبال اهل قطر است.

## باشگاهی
از باشگاه‌هایی که در آن بازی کرده‌است می‌توان به السد اشاره کرد.

## تیم ملی
وی همچنین در تیم ملی فوتبال قطر بازی کرده است.